# Nicolas-Joseph Cugnot

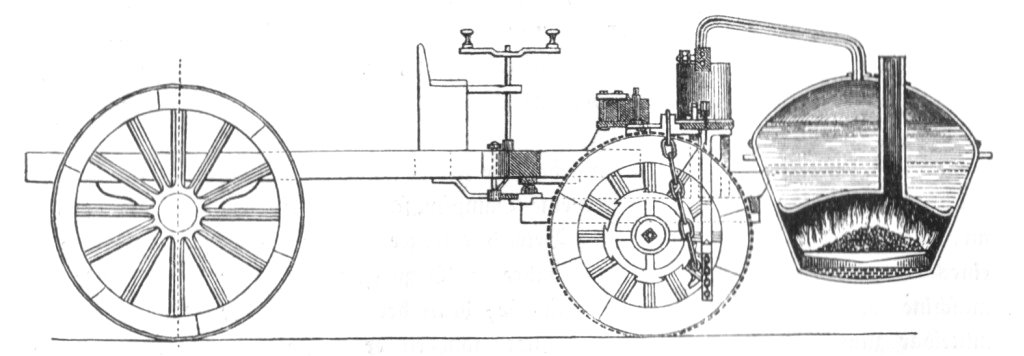
Pojazd parowy Cugnota

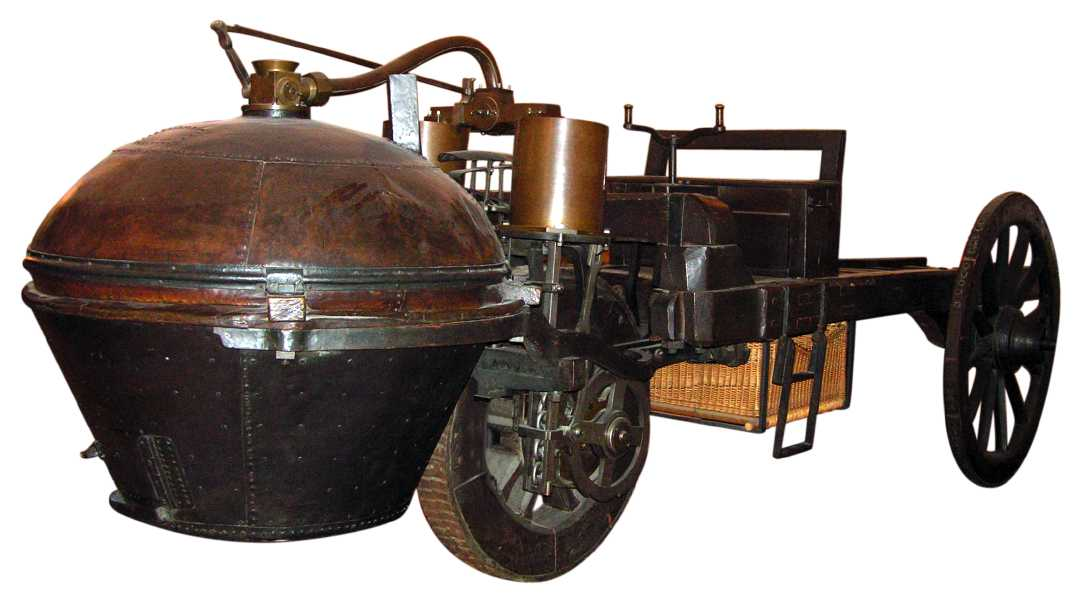
Pojazd Cugnota w Conservatoire National des Arts et Métiers

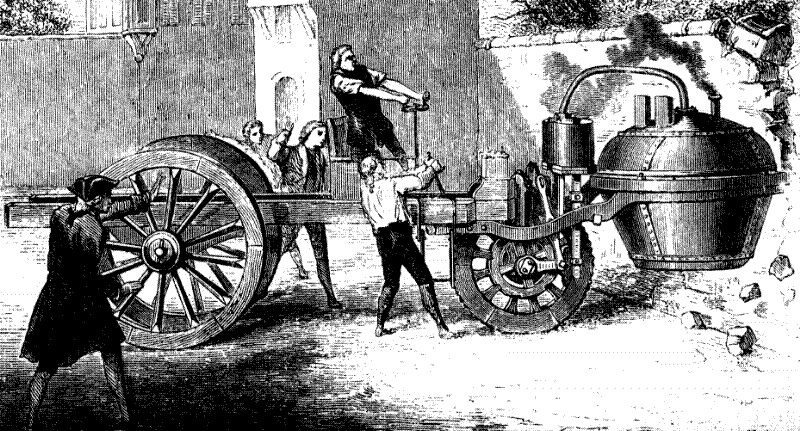
Rycina Ulysse Parent opublikowana w książce Merveilles de la science (Cuda nauki) autorstwa Louis Figuier (1867)

Nicolas-Joseph Cugnot (ur. 26 lutego 1725, zm. 2 października 1804) – francuski wynalazca, konstruktor pierwszego na świecie pojazdu z napędem parowym.
Cugnot urodził się w Void, w departamencie Meuse w Lotaryngii. Był wojskowym inżynierem. Od 1765 roku eksperymentował dla francuskiej armii z modelami pojazdów napędzanych silnikiem parowym, mającymi ciągnąć ciężkie działa (pierwszymi ciągnikami artyleryjskimi).
Cugnot wydaje się pierwszym, któremu udało się wykorzystać posuwisto zwrotny ruch tłoka w maszynie parowej do napędzania pojazdu drogowego. Działająca wersja jego „Fardier à vapeur” („Pojazd parowy”) została uruchomiona w 1769. W następnym roku zbudował ulepszoną wersję. Jego pojazd mógł pociągnąć 4 tony i poruszać się z prędkością do 4 km/h. Miał dwa koła z tyłu i jedno z przodu, które podtrzymywało kocioł parowy. W 1771 roku pojazd zderzył się z murem, jest to pierwszy znany wypadek samochodowy. Wypadek w połączeniu z problemami z budżetem zakończył eksperyment francuskiej armii z mechanicznymi pojazdami, ale w 1772 roku król Ludwik XV przyznał Cugnotowi pensję 600 franków rocznie za jego innowacyjną pracę.
Po rewolucji francuskiej (1789) władze podjęły decyzję o zaprzestaniu wypłacania pensji Cugnotowi, a sam wynalazca został skazany na wygnanie do Brukseli, gdzie żył w biedzie. Krótko przed śmiercią został zaproszony z powrotem do Francji przez Napoleona Bonaparte. Nicolas-Joseph Cugnot wrócił do Paryża, gdzie zmarł.
Pojazd Cugnota z 1770 roku jest zachowany w paryskim Conservatoire National des Arts et Métiers.

## Literatura
- Rauck, Max J. B.: Cugnot, 1769–1969: der Urahn unseres Autos fuhr vor 200 Jahren. München: Münchener Zeitungsverlag 1969.
- Bruno Jacomy, Annie-Claude Martin: Le Chariot à feu de M. Cugnot, Paris, 1992, Nathan/Musée national des techniques, ISBN 2-09-204538-5.
- Louis Andre: Le Premier accident automobile de l’histoire, in La Revue du Musée des arts et métiers, 1993, Numéro 2, p 44-46